# ألاي (ثقافة البوب)
ألاي هي ظاهرة ثقافة البوب الإندونيسية وتعتبر صورة نمطية تصف شيئًا ما «مبتذل» و «جبان». تمتد ظاهرة ثقافة «ألاي» إلى مجموعة واسعة من أنماط الموسيقى واللباس والرسائل. غالبًا ما تمت مقارنتها بظاهرة «جيجمون» التي نشأت من الفلبين، و«هاروجوكو» من اليابان. على الرغم من أن الأول ظهر في وقت لاحق، وكان الأخير موضع إعجاب في الغرب.

## أصل الكلمة
كلمة «ألاي» ليس لها معنى محدد أو اشتقاق واضح. إحدى النظريات المقبولة على نطاق واسع هي أن «ألاي» مصطلح تحقير يصف شخصًا ما لديه سمات جسدية معينة من قضاء معظم وقته في الخارج وحروق الشمس (مثل احمرار الشعر والجلد). تعتبر الطائرات الورقية أيضًا وسيلة ترفيه رخيصة للطبقة الوسطى والدنيا في إندونيسيا الحديثة، وتنميط «ألاي» كجزء من تلك الطبقة.

## المميزات

### أسلوب الكتابة
نص «ألاي» هو شكل من أشكال اللغة الإندونيسية التي خضعت لتحول مفرط. على عكس الاعتقاد السائد بأنه يدمر اللغة الوطنية إلا إنه يتم استيفاء المعايير النحوية على عكس اللغة العامية الإندونيسية الحديثة. وعلى غرار «جيجيبتس»، تقدم نصوص «ألاي» بديلاً في ضغط الكلمات بحيث تكون أقل من 160 حرفًا في الرسائل النصية، وغالبًا إلى درجة استحالة قراءتها. ويتم تجاهل القواعد في الكتابة بالأحرف الكبيرة في الغالب.
قد يكون نص «ألاي» قد نشأ عن طريقة إنشاء كلمات مرور قوية لحسابات الإنترنت، والتي تتطلب مجموعات من الأحرف الصغيرة والكبيرة والأرقام وكذلك الأحرف الخاصة. عادةً وللحفاظ على كلمة المرور ذات معنى ويسهل تذكرها ستتألف كلمة المرور من كلمات عادية، حيث يتم كتابة بعض الأحرف بأحرف كبيرة أو استبدالها بأرقام (على سبيل المثال، الحرف A مع رقم 4 والحرف O مع رقم 0). سرعان ما أصبحت هذه عادة في كتابة النص بشكل عام وتحسنت مع خلط الإنجليزية والإندونيسية في جملة واحدة.
النص المربك الذي لا يمكن فهمه بشكل صحيح وربما ليس له معنى (باستثناء الكاتب)، يعتبر أيضًا نصًا علويًا. عادة ما يحتوي هذا النوع من النص على معلومات عن مزاج الكاتب ومشاعره، ومن الشائع أيضًا أن يحتوي النص على فلسفة الكاتب الخاصة في موضوعات معينة مثل الحب وكسر القلب والعلاقات.
وفقًا لصحيفة "جاكارتا بوست"، بدأت طالبة في مدرسة ثانوية من جاوة الشرقية هذا الاتجاه وأخذت في الشهرة بعد أن نوقشت كتاباتها في المنتديات والمدونات ليس لأنها كانت رائعة، بل إنها كانت مكتوبة بالرموز. جذب نهجها في الكتابة الكثير من الاهتمام، حيث قام بعض الأشخاص بإعادة إنتاج كتاباتها في المنتديات والمدونات.